# Isotima rufipleuralis
Isotima rufipleuralis là một loài tò vò trong họ Ichneumonidae.